# Список областей Ио
Это список областей спутника Юпитера Ио, имена которых одобрены Международным астрономическим союзом. В списке представлена часть известных светлых областей на поверхности Ио, в то время как многие из таких областей ещё не имеют официально одобренного имени. Эти области являются крупными регионами Ио, отличающимися по яркости или цвету от своего окружения. В большинстве случаев они являются светлыми ледяными/снежными полями, состоящими из диоксида серы, и по температуре холоднее своего окружения.
Имена областей Ио берутся из греческой мифологии (места, связанные с нимфой Ио), или из Ада Данте, или связаны с именами соседних элементов поверхности Ио. Координаты, диаметры и имена в этом списке взяты с сайта МАС, посвящённого номенклатуре Солнечной системы.

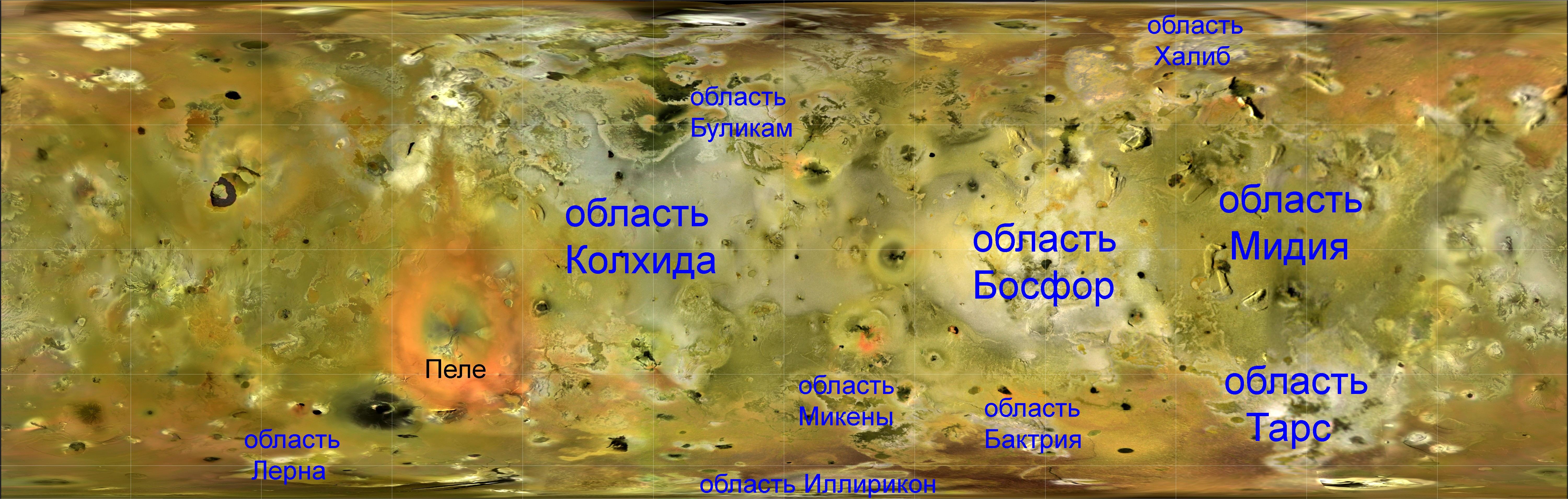
Области Ио

| Область         | Латинское название | Эпоним          | Координаты                                              | Размер  |
| --------------- | ------------------ | --------------- | ------------------------------------------------------- | ------- |
| область Бактрия | Bactria Regio      | Бактрия         | 47°36′ ю. ш. 123°46′ з. д. / 47,6° ю. ш. 123,77° з. д.  | 666 км  |
| область Босфор  | Bosphorus Regio    | Босфор          | 1°35′ ю. ш. 120°30′ з. д. / 1,58° ю. ш. 120,5° з. д.    | 1615 км |
| область Буликам | Bulicame Regio     | Буликам (Данте) | 34°51′ с. ш. 190°49′ з. д. / 34,85° с. ш. 190,82° з. д. | 498 км  |
| область Халиб   | Chalybes Regio     | Халиб           | 57°30′ с. ш. 86°13′ з. д. / 57,5° с. ш. 86,21° з. д.    | 761 км  |
| область Колхида | Colchis Regio      | Колхида         | 1°38′ с. ш. 205°01′ з. д. / 1,63° с. ш. 205,01° з. д.   | 2373 км |
| область Иллирия | Illyrikon Regio    | Иллирия         | 69°51′ ю. ш. 169°02′ з. д. / 69,85° ю. ш. 169,04° з. д. | 750 км  |
| область Лерна   | Lerna Regio        | Лерна           | 62°21′ ю. ш. 291°52′ з. д. / 62,35° ю. ш. 291,86° з. д. | 581 км  |
| область Мидия   | Media Regio        | Мидия           | 8°39′ с. ш. 59°26′ з. д. / 8,65° с. ш. 59,43° з. д.     | 2654 км |
| область Микены  | Mycenae Regio      | Микены          | 36°04′ ю. ш. 165°23′ з. д. / 36,07° ю. ш. 165,39° з. д. | 600 км  |
| область Тарс    | Tarsus Regio       | Тарс            | 39°41′ ю. ш. 55°08′ з. д. / 39,69° ю. ш. 55,14° з. д.   | 1521 км |